# Горня-Ломница (Хорватия)
Горня-Ломница (хорв. Gornja Lomnica) — село в общине Велика-Горица в жупании Загребачка Хорватии. По данным переписи 2021 года, численность населения составляла 497 человек.

## Население
| 2021 |
| ---- |
| 497  |